# Mercedes Masohn
Mercedes Mason (orthographié Mercedes Masöhn) est une actrice suédo-américaine, née le 3 mars 1982, à Linköping, en Suède.
Elle est notamment connue pour les rôles de Zondra dans la série télévisée Chuck, celui d'Isabel Zambada dans la série The Finder et plus récemment pour son interprétation du capitaine Zoe Andersen dans la serie The Rookie.

## Biographie
Mercedes Masohn est née en Suède dans une famille d'origine suédoise et iranienne. À l'âge de 12 ans, elle déménage avec sa famille aux États-Unis qui s'installe à Chicago. Aujourd'hui, elle habite à Los Angeles avec son mari. Elle parle couramment l'anglais, le suédois, le français, l'espagnol et le perse.
Elle a épousé en septembre 2014, l'acteur David Denman. Ensemble, ils ont un fils né en janvier 2018.
Le 3 janvier 2021 elle annonce une nouvelle grossesse sur les réseaux sociaux. En mai 2021 elle accouche de son 2e enfant nommé Sagan Cyrus.

### Carrière
Elle apparaît dans deux épisodes de la quatrième saison de la série télévisée Chuck.
En juillet 2011, après l'annonce du départ de Saffron Burrows du spin-off de la série télévisée Bones, Mercedes Masöhn est engagée pour interpréter un nouveau personnage,,. Elle incarne Isabel Zambada, une U.S. Marshall ayant une relation sentimentale compliquée avec le héros de la série The Finder. La série a été arrètée au terme des 13 épisodes de la première saison.
À partir de septembre 2012, elle sera l'un des personnages principaux de la série fantastique 666 Park Avenue de la chaine ABC,.
De 2015 à 2017, elle interprète Ofelia Salazar, un des personnages principaux de la série TV Fear the Walking Dead, série dérivée de The Walking Dead.

## Filmographie

### Cinéma

#### Films
- 2006 : La Rupture (The Break-Up) : Goblet Girl (non crédité)
- 2009 : Dunes de sang (Red Sands) : une femme arabe
- 2011 : En quarantaine 2 (Quarantine 2: Terminal) : Jenny
- 2011 : Three Veils : Leila
- 2012 : General Education : Bebe Simmons[10]
- 2012 : Slightly Single in L.A. : Stacey
- 2014 : Sniper 5 : L'Héritage (Sniper: Legacy) de Don Michael Paul : Sanaa

#### Courts-métrages
- 2008 : Now and Nowhere : Delores
- 2012 : Buds de Matthew A. Del Ruth : Angelique[10]

### Télévision

#### Téléfilms
- 2009 : The Law : Theresa Ramirez (Pilote pour ABC jamais diffusé)
- 2010 : All Signs of Death : Soledad

#### Séries télévisées
- 2005-2006 : On ne vit qu'une fois (One Life to Live) : l'infirmière en rouge / Neely
- 2008 : Entourage : Kara
- 2009 : The Closer : L.A. enquêtes prioritaires : Katherine Ortega
- 2009 : NCIS : Enquêtes spéciales : officier de police Heather Kincaid
- 2009 : Les Experts : Manhattan : Frankie Tyler
- 2009-2010 : Three Rivers : Vanessa
- 2010 : Castle : Marina Casillas
- 2011 : Traffic Light : Sherry
- 2011 : Chuck : Zondra
- 2012 : Wes et Travis (Common Law) : Ellen Sandoval
- 2012 : The Finder : U.S. Marshal Isabel Zambada
- 2012-2013 : 666 Park Avenue : Louise Leonard
- 2014 : Californication : Amy Taylor Walsh
- 2014 : Anger Management : Maggie
- 2014-2019: NCIS : Los Angeles : Agent de la DEA Talia Del Campo / Nina
- 2015-2017 : Fear the Walking Dead : Ofelia Salazar
- 2018-2019 : The Rookie : Zoe Andersen
- 2019 : How to Get Away with Murder : Cora
- 2019 : The L Word: Generation Q : Lena
- 2021 : American Horror Stories : Michelle

### Voix françaises
En France, Pamela Ravassard est la voix française la plus régulière de Mercedes Masohn.
Au Québec, l'actrice n'a pas de voix française régulière.
En France
- Pamela Ravassard[11] dans : (les séries télévisées)
  - Castle
  - The Finder
  - Californication
  - NCIS : Los Angeles

- Olivia Nicosia[11] dans :
  - Three Rivers (série télévisée)
  - En quarantaine 2

et aussi
- Marie Diot dans 666 Park Avenue[11] (série télévisée)
- Julie Cavanna dans Fear the Walking Dead[11],[12] (série télévisée)

Au Québec